# 官営釜石鉄道1号形蒸気機関車

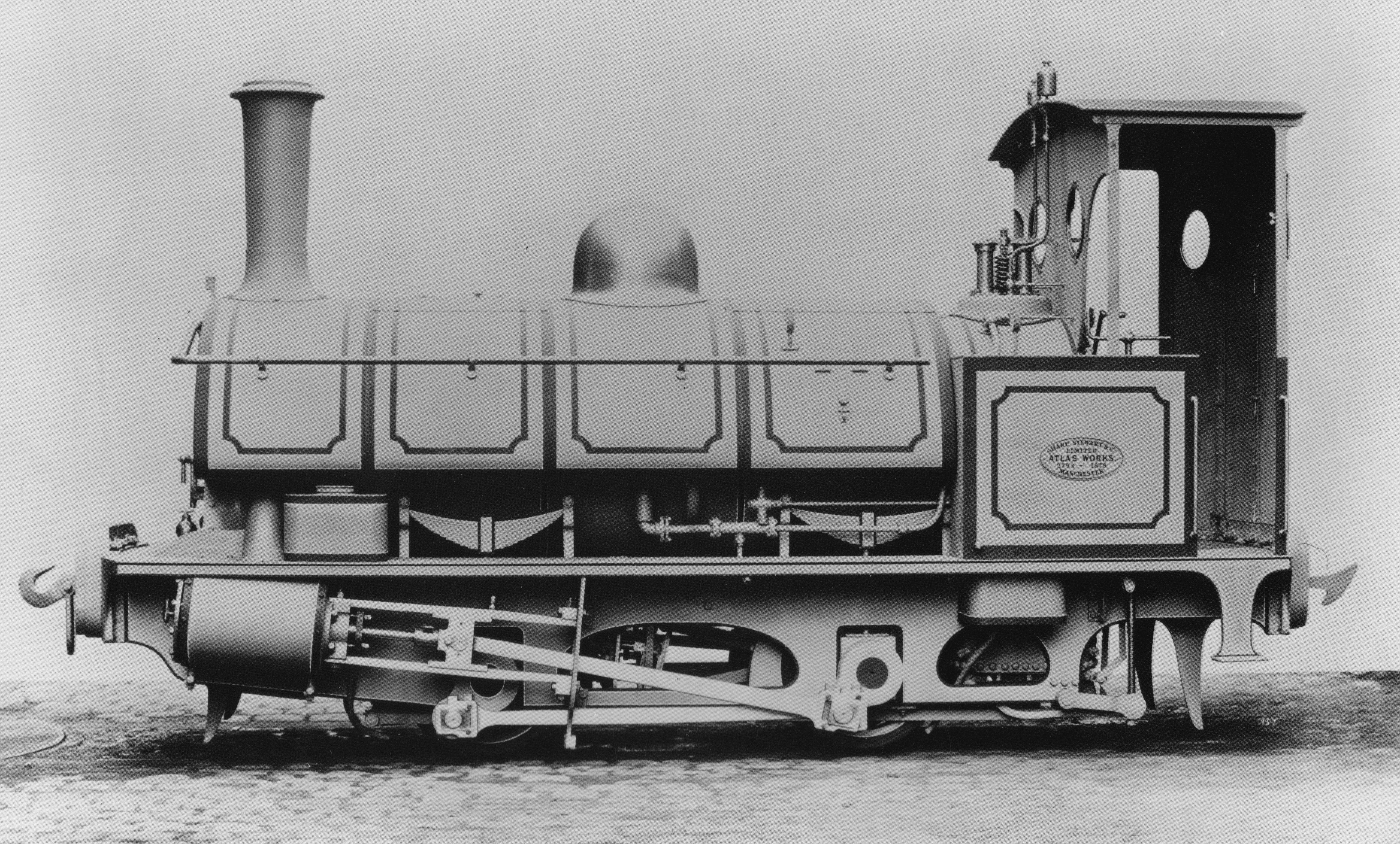
官営釜石鉄道 製造番号2793

1号形は、1880年（明治13年）に日本で3番目の鉄道として開業した官営（工部省）釜石鉄道で使用された、タンク式蒸気機関車である。なお、この名称は、同鉄道では機関車に形式を付与していなかったため、便宜的に付与したものである。機関車への番号の付与については記録がなく、詳細は不明であるが、何らかの方法で機関車の区別は必要であるため、番号で区別されたと推定されている。

## 概要
1878年（明治11年）、英国シャープ・スチュアート製の車軸配置0-4-0(B)、整備重量18t、固定軸距1,753mm、単式2気筒の飽和式サドルタンク機関車で、3両（製造番号 2793 - 2795）が製造された。この機関車の最大の特徴は、軌間が838mm（2フィート9インチ）という特殊な軌間であることで、日本国内で同様の例は、官営釜石鉄道廃止後に本形式を譲り受けて開業した2鉄道があるのみである。サドルタンクは、煙室前端部から外火室前端にまで達する大きなものであるが、実際に水槽であったのは前部の4分の3で、後部の4分の1は工具箱であった。外火室は、ボイラー部よりも背の高い構造であり、運転台の前部に角型の張り出しがあるが、水槽ではなく炭庫であった。運転台後部は端梁に合わせて曲面となっていた。台枠は外側式で、動輪は外部からはほとんど見えない。
しかしながら、当初計画のずさんさから1882年（明治15年）に採鉱も製鉄所も閉鎖され、鉄道も廃止となった。そのため、鉄道で使用されていた一切の設備（軌条、機関車等）は売却された。
なお1882年（明治15年）12月13日に第一号が大橋より走行していたところ雪のため速度を超過し停止ができずに唄貝に留置していた車両に衝突。死傷者を出す事故をおこし機関車も破損している

## 譲渡
1両（製造番号 2793）は、1883年（明治16年）ごろに官営三池炭鉱に、鉱石運搬車とともに移管された。同炭坑は1889年（明治22年）に三井財閥に売却されたため、鉄道施設の一切が三井鉱山（現在の日本コークス工業）に移った。その後の1891年（明治24年）11月、三池鉄道の改軌にともない、本機は軌間を1,067mm（3フィート6インチ）に改造されている。改造は、車軸を新調し、台枠を外側に広げる形で実施され、従来と同様に外側台枠式で、日本の1,067mm軌間の蒸気機関車（アプト式を除く）では、唯一の外側台枠式であった。この改造と同時に、運転台の拡張が行われ、火室部を全部覆う形となり、炭庫は背部に移設された。この機関車は、1946年（昭和21年）まで使用され、廃車となった。
残りの2両（製造番号 2794, 2795）は、軌条やその他の設備一式とともに藤田伝三郎らに払い下げられ、そのまま阪堺鉄道の開業用に転用された。同鉄道は、1885年12月に部分開業、1888年3月に全通しているが、ここで使用された機関車は、番号ならぬ名前を付けられており、製造番号 2795は「和歌（わか）」、製造番号 2794は「芳野（よしの）」と命名されている。この2両は、運転台の形状が若干異なっていたが、おそらく釜石時代に改造されたものと思われる。阪堺鉄道は、1897年（明治30年）に1,067mm軌間に改軌され、翌1898年（明治31年）に南海鉄道に譲渡され、南海本線の一部となったが、そこで使用される機関車も、南海天下茶屋工場で838mm軌間から1,067mm軌間に改造されている。改造に際しては、三池鉄道のものと異なり内側台枠式に改められたが、改造後の台枠と外火室の幅の関係から、台枠の移設や車軸の交換だけでなく、内外火室幅の縮小をもともなう大改造であった。また、その際、動輪径も1,067mmに改められている。南海鉄道では、4形（和歌、芳野）としたが、その後、形式はそのまま「芳野」を14, 「和歌」を15とした。
14は、1917年（大正6年）10月に博多湾鉄道に譲渡され、その1（2代）、後に21となって、1938年（昭和13年）に廃車解体された。
一方の15は、1909年（明治42年）に京阪電気鉄道の建設用に貸与され、淀や伏見で使用された。同機は、1916年（大正5年）6月に鞍手軽便鉄道に譲渡されて2、その後1（2代）となり、1951年（昭和26年）に廃車解体された。同機は、筑豊時代に水槽の増量を行っており、工具箱となっていたサドルタンクの後部4分の1を水槽に転用したためらしい。
本形式は、所有者を転々としたものの、いずれも長命であった。

## 主要諸元
釜石鉄道（一部は阪堺鉄道）時代の諸元を示す。
- 全長：5,925mm
- 全高：3,124mm
- 軌間：838mm
- 車軸配置：0-4-0(B)
- 動輪直径：762mm
- 弁装置：スチーブンソン式
- シリンダー（直径×行程）：305mm×457mm
- ボイラー圧力：9.8kg/cm2
- 火格子面積：0.56m2
- 全伝熱面積：39.5m2
- 機関車運転整備重量：18t
- 機関車動輪上重量（運転整備時）：18t
- 機関車動輪軸重（各軸均等）：9t
- 水タンク容量：1.8m3
- 燃料積載量：0.48t
- ブレーキ方式：手ブレーキ、反圧ブレーキ